# Остмарк
Вижте пояснителната страница за други значения на Остмарк.
Остмарк или Дунавско-Алпийски Райхсгауе (на немски: Donau- und Alpenreichsgaue или Alpen- und Donau-Reichsgaue, до 1942 г. Ostmark) е названието на бивша Австрия по време на нацизма (от 1938 до 1939 г. още като „Land Österreich“).

## История
Австрия е присъединена с „Аншлуса“ на 12 март 1938 г. като страна на Германския райх (от 1943 г. Третия райх), с което държавното съществуване на Първата Република ефективно е прекратена през 1938 г.
Адолф Хитлер преименува новоспечелената икономическа територия чрез Verordnung über die Errichtung der Reichstreuhänderverwaltung im Lande Österreich от 14 октомври 1938 г. в „Остмарк“.
Остмарк произлиза от средновековното име Marchia Orientalis.